# Trimipramina
Trimipramina (łac. trimipraminum) – organiczny związek chemiczny, trójpierścieniowy lek przeciwdepresyjny będący metylowaną pochodną imipraminy.

## Mechanizm działania
Trimipramina wykazuje działanie przeciwdepresyjne poprzez hamowanie wychwytu zwrotego noradrenaliny i serotoniny. Efekt taki jest uzyskiwany poprzez blokadę cholinergicznych receptorów muskarynowych oraz receptorów α1-adrenergicznych.

## Wskazania do stosowania
Leczenie depresji oraz depresji z towarzyszącym niepokojem, pobudzeniem lub zaburzeniami snu. Poprawa nastroju ze zmniejszeniem nasilenia objawów depresyjnych staje się wyraźna dopiero po około 2–3 tygodniach stosowania. Trimipramina używana była również w leczeniu moczenia nocnego u dzieci, lecz nie dowiedziono jej skuteczności.

## Przeciwwskazania
Przeciwwskazania:
- stany majaczeniowe
- ostre zatrucia alkoholem i lekami nasennymi
- jaskra z wąskim kątem przesączania
- przerost prostaty
- stosowanie inhibitorów monoamnooksydazy[4]
- rekonwalescencja po przebytym zawale serca[4].

## Środki ostrożności
- Po podaniu trimipraminy może ujawnić się choroba afektywna dwubiegunowa[4].
- Trimipramina obniża próg drgawkowy, z tego względu należy stosować ostrożnie u pacjentów ze skłonnościami do napadów[4].
- Poprzez blokadę kanałów sodowych mogą wystąpić groźne dla życia zaburzenia przewodnictwa w mięśniu sercowym[4].
- Wśród pacjentów stosujących trimipraminę zanotowano reakcję fotouczuleniową[4].
- Nadczynność tarczycy lub leczenie hormonami tarczycy[4].

## Interakcje
Trimipramina metabolizowana jest przez szereg enzymów wątrobowych, stąd wykazuje wiele interakcji z innymi substancjami leczniczymi.
| Substancja | Rodzaj interakcji                                                                                     |
| --- | --- |
| Etanol | Nasilenie działania względem OUN                                                                      |
| Leki przeciwarytmicze klasy 1C: flekainid, propafenon, chinidyna | Osłabienie metabolizmu trimipraminy                                                                   |
| Leki przeciwpsychotyczne: fenotiazyny, atypowe neuroleptyki | Osłabienie metabolizmu trimipraminy. Obniżenie stężenia olanzapiny w osoczu krwi                      |
| Cymetydyna | Obniżenie metabolizmy trimipraminy                                                                    |
| Leki działające depresyjnie na OUN: leki przeciwbólowe, hydroksyzyna, barbiturany, leki stosowane do znieczulenia ogólnego, opiaty                                                                      | Zwiększenie działania depresyjnego na OUN                                                             |
| Eszopiklon, zopiklon | Wzajemnie zmniejszenie biodostępności                                                                 |
| Guanetydyna i pochodne | Wzajemne znoszenie działania obniżającego ciśnienie krwi                                              |
| Lewodopa | Możliwa zmiana wchłaniania lewodopy                                                                   |
| Inhibitory MAO | Zespół serotoninowy                                                                                   |
| Metylofenidat | Obniżenie metabolizmu i zwiększenie toksyczności trimipraminy                                         |
| Selektywne inhibitory wychwytu zwrotnego serotoniny (SSRI): citalopram, escitalopram, fluoksetyna, fluwoksamina, paroksetyna, sertralina                                                                | Obniżenie metabolizmu i zwiększenie stężenia trimipraminy w osoczu krwi. Możliwy zespół serotoninowy. |
| Leki sympatykomimetyczne: amfetamina, izoproterenol, noradrenalina, adrenalina, fenylefryna | Podwyższenie ciśnienia tętniczego                                                                     |
| Leki stosowane w chorobach tarczycy | Możliwa zwiększona toksyczność trimipraminy względem mięśnia sercowego                                |
| Wenlafaksyna | Zwiększone ryzyko drgawek                                                                             |
| Inhibitory enzymów wątrobowych: amprenawir, atazanawir, cynakalcet, kokaina, delawirdyna, fluwoksamina, gemfibrozil, imatinib, izoniazyd, ketokonazol, nikardypina, omeprazol, sitaksentan, tiklopidyna | Obiżenie metabolizmu i zwiększenie stężenia trimipraminy w osoczu krwi                                |

## Działania niepożądane
Działania niepożądane związane są z blokowaniem receptorów, lecz większość z nich mija szybko.
Z powodu działania antycholinergicznego mogą wystąpić:
- suchość błony śluzowej jamy ustnej
- zatkany lub suchy nos
- zaburzenia akomodacji oka
- zaparcia
- zaburzenia oddawania moczu.

Zaburzenia ze strony układu sercowo–naczyniowego:
- spadek ciśnienia krwi
- tachykardia
- zaburzenia przewodnictwa przedsionkowo–komorowego.

Zaburzenia ze strony ośrodkowego układu nerwowego:
- stany pobudzenia i splątania
- bezsenność lub nadmierne zmęczenie
- drżenie mięśniowe
- drgawki padaczkowe
- mioklonie
- zwiększenie apetytu i związany z tym wzrost masy ciała.

Innymi działaniami niepożądanymi są zaburzenia funkcji wątroby (wzrost poziomu transaminaz, cholestaza), zaburzenia funkcji seksualnych (opóźniony wytrysk, brak orgazmu), a także wspomniane wyżej reakcje uczuleniowe.

## Dawkowanie
Dawkowanie trimipraminy zależy od indywidualnej reakcji pacjenta oraz nasilenia objawów niepożądanych. Działanie lecznicze może pojawić się po 2 tygodniach kuracji.
| Droga podania | Zalecana dawka jednorazowa | Zalecana dawka dobowa | Maksymalna dawka jednorazowa | Maksymalna dawka dobowa |
| ------------- | -------------------------- | --------------------- | ---------------------------- | ----------------------- |
| doustnie      | 0,025 g                    | 0,05 g                | 0,1 g                        | 0,3 g                   |

Po zaobserwowaniu poprawy stanu pacjenta należy stopniowo obniżać skuteczną dawkę.

## Przedawkowanie
Zatrucia z użyciem trimipraminy objawiają się groźnymi zaburzeniami sercowo-naczyniowymi (duże spadki ciśnienia krwi, tachykardia, zaburzenia rytmu serca), a także hipertermią, stanami majaczeniowymi i drgawkami. W ciężkich przypadkach może dojść do zatrzymania akcji serca lub oddechu. Objawy w znacznym stopniu podobne są do zatrucia atropiną. Jako antidotum podaje się dożylnie inhibitor cholinesterazy – salicylan fizostygminy w dawce 1–2 mg, który prowadzi do zwiększenia w organizmie stężenia acetylocholiny. Dodatkowo w terapii tachykardii i zaburzeń rytmu serca można stosować inhibitory receptorów β–adrenergicznych. Drgawki mogą być opanowywane za pomocą benzodiazepin, np. diazepamu.

## Preparaty

### Polska
Preparat pod nazwą Surmontil jest dostępny tylko na zasadzie importu docelowego.